# ولاية قونية العثمانية
ولاية قونية ولاية عثمانية في وسط ساحل المتوسط التركي.